# 대한민국의 학과별 교육양성기관 목록
대한민국의 학과별 교육양성기관 목록은 다음과 같다. 2017년 기준이다.

## 유치원 교사

### 일반대학(4년제)
| 설립 | 대학명                  | 학과 및 전공명        | 자격종별 및 표시과목 | 위치 | 비고              |
| ---- | ----------------------- | --------------------- | -------------------- | ---- | ----------------- |
| 국립 | 강릉원주대학교          | 유아교육과            | 유치원정교사(2급)    | 강원 | 원주캠퍼스에 위치 |
| 국립 | 강원대학교              | 유아교육과            | 유치원정교사(2급)    | 강원 | 삼척캠퍼스에 위치 |
| 국립 | 경북대학교              | 아동학부 - 아동학전공 | 유치원정교사(2급)    | 대구 |                   |
| 국립 | 경상대학교              | 유아교육과            | 유치원정교사(2급)    | 경남 |                   |
| 국립 | 공주대학교              | 유아교육과            | 유치원정교사(2급)    | 충남 |                   |
| 국립 | 부경대학교              | 유아교육과            | 유치원정교사(2급)    | 부산 |                   |
| 국립 | 부산대학교              | 유아교육과            | 유치원정교사(2급)    | 부산 |                   |
| 국립 | 인천대학교              | 유아교육과            | 유치원정교사(2급)    | 인천 |                   |
| 국립 | 전남대학교              | 유아교육과            | 유치원정교사(2급)    | 광주 |                   |
| 국립 | 창원대학교              | 유아교육과            | 유치원정교사(2급)    | 경남 |                   |
| 국립 | 충북대학교              | 아동복지학과          | 유치원정교사(2급)    | 충북 |                   |
| 국립 | 한국교통대학교          | 유아교육학과          | 유치원정교사(2급)    | 충북 |                   |
| 국립 | 한국교원대학교          | 유아교육과            | 유치원정교사(2급)    | 충북 | 교원대학          |
| 국립 | 한국방송통신대학교      | 유아교육과            | 유치원정교사(2급)    | 서울 | 특수대학          |
| 사립 | 가야대학교              | 유아교육과            | 유치원정교사(2급)    | 경남 |                   |
| 사립 | 가천대학교              | 유아교육학과          | 유치원정교사(2급)    | 경기 |                   |
| 사립 | 가톨릭대학교            | 아동학전공            | 유치원정교사(2급)    | 경기 |                   |
| 사립 | 강남대학교              | 유아교육과            | 유치원정교사(2급)    | 경기 |                   |
| 사립 | 건국대학교 글로컬캠퍼스 | 유아교육과            | 유치원정교사(2급)    | 충북 |                   |
| 사립 | 건양대학교              | 유아교육과            | 유치원정교사(2급)    | 충남 |                   |
| 사립 | 건양대학교              | 아동보육학과          | 유치원정교사(2급)    | 충남 |                   |
| 사립 | 경기대학교              | 유아교육과            | 유치원정교사(2급)    | 경기 | 수원캠퍼스에 위치 |
| 사립 | 경남대학교              | 유아교육과            | 유치원정교사(2급)    | 경남 |                   |
| 사립 | 경동대학교              | 유아교육과            | 유치원정교사(2급)    | 강원 |                   |
| 사립 | 경성대학교              | 유아교육과            | 유치원정교사(2급)    | 부산 |                   |
| 사립 | 계명대학교              | 유아교육과            | 유치원정교사(2급)    | 대구 |                   |
| 사립 | 고신대학교              | 유아교육과            | 유치원정교사(2급)    | 부산 |                   |
| 사립 | 고신대학교              | 아동복지학과          | 유치원정교사(2급)    | 부산 |                   |
| 사립 | 광신대학교              | 유아교육과            | 유치원정교사(2급)    | 광주 |                   |
| 사립 | 광주대학교              | 유아교육과            | 유치원정교사(2급)    | 광주 |                   |
| 사립 | 광주여자대학교          | 유아교육과            | 유치원정교사(2급)    | 광주 |                   |
| 사립 | 김천대학교              | 유아교육과            | 유치원정교사(2급)    | 경북 |                   |
| 사립 | 나사렛대학교            | 아동학과              | 유치원정교사(2급)    | 충남 |                   |
| 사립 | 남부대학교              | 유아교육과            | 유치원정교사(2급)    | 광주 |                   |
| 사립 | 남서울대학교            | 아동복지학과          | 유치원정교사(2급)    | 충남 |                   |
| 사립 | 대구가톨릭대학교        | 아동학과              | 유치원정교사(2급)    | 경북 |                   |
| 사립 | 대구가톨릭대학교        | 유아교육과            | 유치원정교사(2급)    | 경북 |                   |
| 사립 | 대구대학교              | 유아교육과            | 유치원정교사(2급)    | 경북 |                   |
| 사립 | 대구한의대학교          | 아동복지학과          | 유치원정교사(2급)    | 경북 |                   |
| 사립 | 덕성여자대학교          | 유아교육과            | 유치원정교사(2급)    | 서울 |                   |
| 사립 | 동국대학교 경주캠퍼스   | 유아교육과            | 유치원정교사(2급)    | 경북 |                   |
| 사립 | 동국대학교 경주캠퍼스   | 불교아동보육학과      | 유치원정교사(2급)    | 경북 |                   |
| 사립 | 동덕여자대학교          | 아동학과              | 유치원정교사(2급)    | 서울 |                   |
| 사립 | 동명대학교              | 유아교육과            | 유치원정교사(2급)    | 부산 |                   |
| 사립 | 동신대학교              | 유아교육학과          | 유치원정교사(2급)    | 전남 |                   |
| 사립 | 동아대학교              | 아동학과              | 유치원정교사(2급)    | 부산 |                   |
| 사립 | 동양대학교              | 유아교육과            | 유치원정교사(2급)    | 경북 |                   |
| 사립 | 동의대학교              | 유아교육과            | 유치원정교사(2급)    | 부산 |                   |
| 사립 | 명지대학교              | 아동학과              | 유치원정교사(2급)    | 서울 |                   |
| 사립 | 목원대학교              | 유아교육과            | 유치원정교사(2급)    | 대전 |                   |
| 사립 | 목포가톨릭대학교        | 유아교육과            | 유치원정교사(2급)    | 전남 |                   |
| 사립 | 백석대학교              | 유아교육과            | 유치원정교사(2급)    | 충남 |                   |
| 사립 | 백석대학교              | 아동복지학            | 유치원정교사(2급)    | 충남 |                   |
| 사립 | 배재대학교              | 유아교육과            | 유치원정교사(2급)    | 대전 |                   |
| 사립 | 삼육대학교              | 유아교육과            | 유치원정교사(2급)    | 서울 |                   |
| 사립 | 서경대학교              | 아동학과              | 유치원정교사(2급)    | 서울 |                   |
| 사립 | 서울신학대학교          | 유아교육과            | 유치원정교사(2급)    | 경기 |                   |
| 사립 | 서울신학대학교          | 보육학과              | 유치원정교사(2급)    | 경기 | 주간에 운영       |
| 사립 | 서울여자대학교          | 아동학과              | 유치원정교사(2급)    | 서울 |                   |
| 사립 | 서원대학교              | 유아교육과            | 유치원정교사(2급)    | 충북 |                   |
| 사립 | 세한대학교              | 유아교육과            | 유치원정교사(2급)    | 전남 |                   |
| 사립 | 성결대학교              | 유아교육과            | 유치원정교사(2급)    | 경기 |                   |
| 사립 | 성균관대학교            | 아동·청소년학과       | 유치원정교사(2급)    | 서울 |                   |
| 사립 | 성신여자대학교          | 유아교육과            | 유치원정교사(2급)    | 서울 |                   |
| 사립 | 송원대학교              | 유아교육과            | 유치원정교사(2급)    | 광주 |                   |
| 사립 | 숙명여자대학교          | 아동복지학부          | 유치원정교사(2급)    | 서울 |                   |
| 사립 | 순천향대학교            | 유아교육과            | 유치원정교사(2급)    | 충남 |                   |
| 사립 | 신라대학교              | 유아교육과            | 유치원정교사(2급)    | 부산 |                   |
| 사립 | 신한대학교              | 유아교육과            | 유치원정교사(2급)    | 경기 |                   |
| 사립 | 안양대학교              | 유아교육과            | 유치원정교사(2급)    | 경기 |                   |
| 사립 | 연세대학교              | 아동가족학과          | 유치원정교사(2급)    | 서울 |                   |
| 사립 | 영남대학교              | 유아교육과            | 유치원정교사(2급)    | 경북 |                   |
| 사립 | 우석대학교              | 아동복지학과          | 유치원정교사(2급)    | 전북 |                   |
| 사립 | 우송대학교              | 유아교육과            | 유치원정교사(2급)    | 대전 |                   |
| 사립 | 원광대학교              | 유아교육과            | 유치원정교사(2급)    | 전북 |                   |
| 사립 | 위덕대학교              | 유아교육과            | 유치원정교사(2급)    | 경북 |                   |
| 사립 | 유원대학교              | 유아교육과            | 유치원정교사(2급)    | 충북 |                   |
| 사립 | 을지대학교              | 유아교육학과          | 유치원정교사(2급)    | 경기 | 성남캠퍼스에 위치 |
| 사립 | 이화여자대학교          | 유아교육과            | 유치원정교사(2급)    | 서울 |                   |
| 사립 | 인제대학교              | 유아교육과            | 유치원정교사(2급)    | 경남 |                   |
| 사립 | 제주국제대학교          | 유아교육과            | 유치원정교사(2급)    | 제주 |                   |
| 사립 | 중부대학교              | 유아교육과            | 유치원정교사(2급)    | 충남 |                   |
| 사립 | 중앙대학교              | 유아교육과            | 유치원정교사(2급)    | 서울 |                   |
| 사립 | 창신대학교              | 유아교육과            | 유치원정교사(2급)    | 경남 |                   |
| 사립 | 총신대학교              | 유아교육과            | 유치원정교사(2급)    | 서울 |                   |
| 사립 | 총신대학교              | 유아특수교육과        | 유치원정교사(2급)    | 서울 |                   |
| 사립 | 침례신학대학교          | 유아교육과            | 유치원정교사(2급)    | 대전 |                   |
| 사립 | 한국국제대학교          | 유아교육과            | 유치원정교사(2급)    | 경남 |                   |
| 사립 | 한국성서대학교          | 영유아보육학          | 유치원정교사(2급)    | 서울 |                   |
| 사립 | 협성대학교              | 아동보육학과          | 유치원정교사(2급)    | 경기 |                   |
| 사립 | 호남대학교              | 유아교육학과          | 유치원정교사(2급)    | 광주 |                   |
| 사립 | 호서대학교              | 유아교육과            | 유치원정교사(2급)    | 충남 |                   |
| 사립 | 호원대학교              | 유아교육과            | 유치원정교사(2급)    | 전북 | 산업대학          |

### 전문대학(2·3년제)
| 설립 | 대학명             | 학과 및 전공명 | 자격종별 및 표시과목 | 위치 | 비고                    |
| ---- | ------------------ | -------------- | -------------------- | ---- | ----------------------- |
| 공립 | 경북도립대학교     | 유아교육과     | 유치원정교사(2급)    | 경북 |                         |
| 공립 | 전남도립대학교     | 유아교육과     | 유치원정교사(2급)    | 전남 |                         |
| 사립 | 가톨릭상지대학교   | 유아교육과     | 유치원정교사(2급)    | 경북 |                         |
| 사립 | 강동대학교         | 유아교육과     | 유치원정교사(2급)    | 충북 |                         |
| 사립 | 강릉영동대학교     | 유아교육과     | 유치원정교사(2급)    | 강원 |                         |
| 사립 | 거제대학교         | 유아교육과     | 유치원정교사(2급)    | 경남 |                         |
| 사립 | 경남정보대학교     | 유아교육과     | 유치원정교사(2급)    | 부산 |                         |
| 사립 | 경민대학교         | 유아교육과     | 유치원정교사(2급)    | 경기 |                         |
| 사립 | 경복대학교         | 유아교육과     | 유치원정교사(2급)    | 경기 | 주간에 운영             |
| 사립 | 경북과학대학교     | 유아교육과     | 유치원정교사(2급)    | 경북 | 주간과 야간에 따로 운영 |
| 사립 | 경북전문대학교     | 유아교육과     | 유치원정교사(2급)    | 경북 |                         |
| 사립 | 경인여자대학교     | 유아교육과     | 유치원정교사(2급)    | 인천 | 주간과 야간에 따로 운영 |
| 사립 | 계명문화대학교     | 유아교육과     | 유치원정교사(2급)    | 대구 |                         |
| 사립 | 고구려대학교       | 유아교육과     | 유치원정교사(2급)    | 전남 |                         |
| 사립 | 광양보건대학교     | 유아교육과     | 유치원정교사(2급)    | 전남 |                         |
| 사립 | 광주보건대학교     | 유아교육과     | 유치원정교사(2급)    | 광주 |                         |
| 사립 | 구미대학교         | 유아교육과     | 유치원정교사(2급)    | 경북 | 주간에 운영             |
| 사립 | 국제대학교         | 유아교육과     | 유치원정교사(2급)    | 경기 |                         |
| 사립 | 군장대학교         | 유아교육과     | 유치원정교사(2급)    | 전북 |                         |
| 사립 | 김포대학교         | 유아교육과     | 유치원정교사(2급)    | 경기 |                         |
| 사립 | 김해대학교         | 유아교육과     | 유치원정교사(2급)    | 경남 |                         |
| 사립 | 대경대학교         | 유아교육과     | 유치원정교사(2급)    | 경북 |                         |
| 사립 | 대구공업대학교     | 유아교육과     | 유치원정교사(2급)    | 대구 |                         |
| 사립 | 대구과학대학교     | 유아교육과     | 유치원정교사(2급)    | 대구 |                         |
| 사립 | 대구보건대학교     | 유아교육과     | 유치원정교사(2급)    | 대구 |                         |
| 사립 | 대덕대학교         | 유아교육과     | 유치원정교사(2급)    | 대전 |                         |
| 사립 | 대동대학교         | 유아교육과     | 유치원정교사(2급)    | 부산 |                         |
| 사립 | 대림대학교         | 유아교육과     | 유치원정교사(2급)    | 경기 |                         |
| 사립 | 대원대학교         | 유아교육과     | 유치원정교사(2급)    | 충북 |                         |
| 사립 | 대전과학기술대학교 | 유아교육과     | 유치원정교사(2급)    | 대전 |                         |
| 사립 | 대전보건대학교     | 유아교육과     | 유치원정교사(2급)    | 대전 |                         |
| 사립 | 동강대학교         | 유아교육과     | 유치원정교사(2급)    | 광주 |                         |
| 사립 | 동남보건대학교     | 유아교육과     | 유치원정교사(2급)    | 경기 |                         |
| 사립 | 동남보건대학교     | 보육과         | 유치원정교사(2급)    | 경기 |                         |
| 사립 | 동부산대학교       | 유아교육과     | 유치원정교사(2급)    | 부산 |                         |
| 사립 | 동서울대학교       | 아동보육과     | 유치원정교사(2급)    | 경기 |                         |
| 사립 | 동아보건대학교     | 유아교육과     | 유치원정교사(2급)    | 전남 |                         |
| 사립 | 동원과학기술대학교 | 유아교육과     | 유치원정교사(2급)    | 경남 |                         |
| 사립 | 동의과학대학교     | 유아교육과     | 유치원정교사(2급)    | 부산 |                         |
| 사립 | 동주대학교         | 유아교육과     | 유치원정교사(2급)    | 부산 |                         |
| 사립 | 두원공과대학교     | 유아교육과     | 유치원정교사(2급)    | 경기 |                         |
| 사립 | 명지전문대학       | 유아교육과     | 유치원정교사(2급)    | 서울 | 주간과 야간에 따로 운영 |
| 사립 | 목포과학대학교     | 유아교육과     | 유치원정교사(2급)    | 전남 |                         |
| 사립 | 문경대학교         | 유아교육과     | 유치원정교사(2급)    | 경북 |                         |
| 사립 | 배화여자대학교     | 유아교육과     | 유치원정교사(2급)    | 서울 |                         |
| 사립 | 백석문화대학교     | 유아교육과     | 유치원정교사(2급)    | 충남 |                         |
| 사립 | 백석예술대학교     | 유아교육과     | 유치원정교사(2급)    | 서울 |                         |
| 사립 | 부산경상대학교     | 유아교육과     | 유치원정교사(2급)    | 부산 |                         |
| 사립 | 부산과학기술대학교 | 유아교육과     | 유치원정교사(2급)    | 부산 |                         |
| 사립 | 부산여자대학교     | 유아교육과     | 유치원정교사(2급)    | 부산 | 주간에 운영             |
| 사립 | 부천대학교         | 유아교육과     | 유치원정교사(2급)    | 경기 | 주간과 야간에 따로 운영 |
| 사립 | 상지영서대학교     | 유아교육과     | 유치원정교사(2급)    | 강원 |                         |
| 사립 | 서라벌대학교       | 유아교육과     | 유치원정교사(2급)    | 경북 |                         |
| 사립 | 서영대학교         | 유아교육과     | 유치원정교사(2급)    | 광주 |                         |
| 사립 | 서일대학교         | 유아교육과     | 유치원정교사(2급)    | 서울 |                         |
| 사립 | 서정대학교         | 유아교육과     | 유치원정교사(2급)    | 경기 |                         |
| 사립 | 서해대학           | 유아교육과     | 유치원정교사(2급)    | 전북 |                         |
| 사립 | 선린대학교         | 유아교육과     | 유치원정교사(2급)    | 경북 |                         |
| 사립 | 성덕대학교         | 유아교육과     | 유치원정교사(2급)    | 경북 |                         |
| 사립 | 송곡대학교         | 유아교육과     | 유치원정교사(2급)    | 강원 |                         |
| 사립 | 송호대학교         | 유아교육과     | 유치원정교사(2급)    | 강원 |                         |
| 사립 | 수성대학교         | 유아교육과     | 유치원정교사(2급)    | 대구 |                         |
| 사립 | 수원여자대학교     | 유아교육과     | 유치원정교사(2급)    | 경기 | 주간과 야간에 따로 운영 |
| 사립 | 순천제일대학교     | 유아교육과     | 유치원정교사(2급)    | 전남 |                         |
| 사립 | 숭의여자대학교     | 유아교육과     | 유치원정교사(2급)    | 서울 |                         |
| 사립 | 신구대학교         | 유아교육과     | 유치원정교사(2급)    | 경기 |                         |
| 사립 | 신성대학교         | 유아교육과     | 유치원정교사(2급)    | 충남 |                         |
| 사립 | 안동과학대학교     | 유아교육과     | 유치원정교사(2급)    | 경북 |                         |
| 사립 | 안산대학교         | 유아교육과     | 유치원정교사(2급)    | 경기 |                         |
| 사립 | 여주대학교         | 보육과         | 유치원정교사(2급)    | 경기 |                         |
| 사립 | 연성대학교         | 유아교육과     | 유치원정교사(2급)    | 경기 | 주간과 야간에 따로 운영 |
| 사립 | 영남외국어대학     | 유아교육과     | 유치원정교사(2급)    | 경북 |                         |
| 사립 | 영진전문대학교     | 유아교육과     | 유치원정교사(2급)    | 대구 |                         |
| 사립 | 오산대학교         | 유아교육과     | 유치원정교사(2급)    | 경기 |                         |
| 사립 | 용인송담대학교     | 유아교육과     | 유치원정교사(2급)    | 경기 |                         |
| 사립 | 우송정보대학       | 유아교육과     | 유치원정교사(2급)    | 대전 |                         |
| 사립 | 울산과학대학교     | 유아교육과     | 유치원정교사(2급)    | 울산 |                         |
| 사립 | 원광보건대학교     | 유아교육과     | 유치원정교사(2급)    | 전북 |                         |
| 사립 | 인천재능대학교     | 유아교육과     | 유치원정교사(2급)    | 인천 |                         |
| 사립 | 장안대학교         | 유아교육과     | 유치원정교사(2급)    | 경기 |                         |
| 사립 | 전남과학대학교     | 유아교육과     | 유치원정교사(2급)    | 전남 |                         |
| 사립 | 전북과학대학교     | 유아교육과     | 유치원정교사(2급)    | 전북 |                         |
| 사립 | 전주기전대학       | 유아교육과     | 유치원정교사(2급)    | 전북 |                         |
| 사립 | 전주비전대학교     | 유아교육과     | 유치원정교사(2급)    | 전북 |                         |
| 사립 | 제주관광대학교     | 유아교육과     | 유치원정교사(2급)    | 제주 |                         |
| 사립 | 제주한라대학교     | 유아교육과     | 유치원정교사(2급)    | 제주 |                         |
| 사립 | 창원문성대학교     | 유아교육과     | 유치원정교사(2급)    | 경남 |                         |
| 사립 | 청강문화산업대학교 | 유아교육과     | 유치원정교사(2급)    | 경기 |                         |
| 사립 | 청암대학교         | 유아교육과     | 유치원정교사(2급)    | 전남 |                         |
| 사립 | 춘해보건대학교     | 유아교육과     | 유치원정교사(2급)    | 울산 |                         |
| 사립 | 충청대학교         | 유아교육과     | 유치원정교사(2급)    | 충북 |                         |
| 사립 | 포항대학교         | 유아교육과     | 유치원정교사(2급)    | 경북 |                         |
| 사립 | 한국영상대학교     | 유아교육과     | 유치원정교사(2급)    | 세종 |                         |
| 사립 | 한림성심대학교     | 유아교육과     | 유치원정교사(2급)    | 강원 |                         |
| 사립 | 한양여자대학교     | 유아교육과     | 유치원정교사(2급)    | 서울 | 주간에 운영             |
| 사립 | 한영대학교         | 유아교육과     | 유치원정교사(2급)    | 전남 |                         |
| 사립 | 혜전대학교         | 유아교육과     | 유치원정교사(2급)    | 충남 |                         |
| 사립 | 호산대학교         | 유아교육과     | 유치원정교사(2급)    | 경북 |                         |

### 교육대학원
| 설립 | 대학명           | 전공명       | 수업 형태 | 자격종별 및 표시과목 | 위치 | 비고              |
| ---- | ---------------- | ------------ | --------- | -------------------- | ---- | ----------------- |
| 국립 | 군산대학교       | 유아교육전공 | 야간      | 유치원정교사(2급)    | 전북 |                   |
| 국립 | 부산대학교       | 유아교육전공 | 야간      | 유치원정교사(2급)    | 부산 |                   |
| 국립 | 인천대학교       | 유아교육전공 | 야간      | 유치원정교사(2급)    | 인천 |                   |
| 국립 | 전남대학교       | 유아교육전공 | 계절      | 유치원정교사(2급)    | 광주 |                   |
| 국립 | 전북대학교       | 유아교육     | 야간      | 유치원정교사(2급)    | 전북 |                   |
| 국립 | 충북대학교       | 유아교육전공 | 계절      | 유치원정교사(2급)    | 충북 |                   |
| 사립 | 가천대학교       | 유아교육전공 | 야간      | 유치원정교사(2급)    | 경기 |                   |
| 사립 | 경기대학교       | 유아교육전공 | 야간      | 유치원정교사(2급)    | 경기 | 수원캠퍼스에 위치 |
| 사립 | 경남대학교       | 유아교육전공 | 야간      | 유치원정교사(2급)    | 경남 |                   |
| 사립 | 경성대학교       | 유아교육전공 | 야간      | 유치원정교사(2급)    | 부산 |                   |
| 사립 | 경희대학교       | 유아교육전공 | 야간      | 유치원정교사(2급)    | 서울 |                   |
| 사립 | 계명대학교       | 유아교육     | 야간      | 유치원정교사(2급)    | 대구 |                   |
| 사립 | 대구가톨릭대학교 | 유아교육전공 | 계절·주간 | 유치원정교사(2급)    | 경북 |                   |
| 사립 | 대구대학교       | 유아교육     | 계절      | 유치원정교사(2급)    | 경북 |                   |
| 사립 | 동국대학교       | 유아교육전공 | 야간      | 유치원정교사(2급)    | 서울 |                   |
| 사립 | 명지대학교       | 유아교육     | 야간      | 유치원정교사(2급)    | 서울 |                   |
| 사립 | 성신여자대학교   | 유아교육     | 야간      | 유치원정교사(2급)    | 서울 |                   |
| 사립 | 수원대학교       | 유아교육     | 야간      | 유치원정교사(2급)    | 경기 |                   |
| 사립 | 숙명여자대학교   | 유아교육전공 | 야간      | 유치원정교사(2급)    | 서울 |                   |
| 사립 | 순천향대학교     | 유아교육전공 | 야간      | 유치원정교사(2급)    | 충남 |                   |
| 사립 | 신라대학교       | 유아교육전공 | 야간      | 유치원정교사(2급)    | 부산 |                   |
| 사립 | 연세대학교       | 유아교육전공 | 야간      | 유치원정교사(2급)    | 서울 |                   |
| 사립 | 우석대학교       | 유아교육     | 계절      | 유치원정교사(2급)    | 전북 |                   |
| 사립 | 원광대학교       | 유아교육     | 야간      | 유치원정교사(2급)    | 전북 |                   |
| 사립 | 이화여자대학교   | 유아교육     | 야간      | 유치원정교사(2급)    | 서울 |                   |
| 사립 | 인제대학교       | 유아교육전공 | 야간      | 유치원정교사(2급)    | 경남 |                   |
| 사립 | 조선대학교       | 유아교육전공 | 계절      | 유치원정교사(2급)    | 광주 |                   |
| 사립 | 총신대학교       | 유아교육전공 | 야간      | 유치원정교사(2급)    | 서울 |                   |
| 사립 | 한국외국어대학교 | 유아교육전공 | 야간      | 유치원정교사(2급)    | 서울 |                   |
| 사립 | 한양대학교       | 유아교육전공 | 야간      | 유치원정교사(2급)    | 서울 |                   |

## 초등학교 교사

### 학부
| 설립 | 대학명         | 학과 및 전공명 | 자격종별 및 표시과목 | 위치 | 비고     |
| ---- | -------------- | -------------- | -------------------- | ---- | -------- |
| 국립 | 경인교육대학교 | 경인교육대학교 | 초등학교 정교사(2급) | 인천 | 교육대학 |
| 국립 | 공주교육대학교 | 공주교육대학교 | 초등학교 정교사(2급) | 충남 | 교육대학 |
| 국립 | 광주교육대학교 | 광주교육대학교 | 초등학교 정교사(2급) | 광주 | 교육대학 |
| 국립 | 대구교육대학교 | 대구교육대학교 | 초등학교 정교사(2급) | 대구 | 교육대학 |
| 국립 | 부산교육대학교 | 부산교육대학교 | 초등학교 정교사(2급) | 부산 | 교육대학 |
| 국립 | 서울교육대학교 | 서울교육대학교 | 초등학교 정교사(2급) | 서울 | 교육대학 |
| 국립 | 전주교육대학교 | 전주교육대학교 | 초등학교 정교사(2급) | 전북 | 교육대학 |
| 국립 | 제주대학교     | 초등교육과     | 초등학교 정교사(2급) | 제주 |          |
| 국립 | 진주교육대학교 | 진주교육대학교 | 초등학교 정교사(2급) | 경남 | 교육대학 |
| 국립 | 청주교육대학교 | 청주교육대학교 | 초등학교 정교사(2급) | 충북 | 교육대학 |
| 국립 | 춘천교육대학교 | 춘천교육대학교 | 초등학교 정교사(2급) | 강원 | 교육대학 |
| 국립 | 한국교원대학교 | 초등교육과     | 초등학교 정교사(2급) | 충북 |          |
| 사립 | 이화여자대학교 | 초등교육과     | 초등학교 정교사(2급) | 서울 |          |

### 교육대학원
| 설립 | 대학명         | 전공 수 | 자격종별 및 표시과목 | 위치 | 비고     |
| ---- | -------------- | ------- | -------------------- | ---- | -------- |
| 국립 | 경인교육대학교 | 27      | 초등학교 정교사(2급) | 인천 | 교육대학 |
| 국립 | 공주교육대학교 | 21      | 초등학교 정교사(2급) | 충남 | 교육대학 |
| 국립 | 광주교육대학교 | 21      | 초등학교 정교사(2급) | 광주 | 교육대학 |
| 국립 | 대구교육대학교 | 27      | 초등학교 정교사(2급) | 대구 | 교육대학 |
| 국립 | 부산교육대학교 | 25      | 초등학교 정교사(2급) | 부산 | 교육대학 |
| 국립 | 서울교육대학교 | 33      | 초등학교 정교사(2급) | 서울 | 교육대학 |
| 국립 | 전주교육대학교 | 21      | 초등학교 정교사(2급) | 전북 | 교육대학 |
| 국립 | 진주교육대학교 | 24      | 초등학교 정교사(2급) | 경남 | 교육대학 |
| 국립 | 청주교육대학교 | 22      | 초등학교 정교사(2급) | 충북 | 교육대학 |
| 국립 | 춘천교육대학교 | 24      | 초등학교 정교사(2급) | 강원 | 교육대학 |
| 국립 | 한국교원대학교 | 12      | 초등학교 정교사(2급) | 충북 |          |
| 사립 | 이화여자대학교 | 1       | 초등학교 정교사(2급) | 서울 |          |

## 중등학교 교사

### 사범대학
교육학
| 설립 | 대학명           | 학과 및 전공명 | 자격종별 및 표시과목        | 위치 | 비고                                                    |
| ---- | ---------------- | -------------- | --------------------------- | ---- | ------------------------------------------------------- |
| 국립 | 강원대학교       | 교육학과       | 중등학교 정교사(2급) 교육학 | 강원 | 춘천캠퍼스에 위치                                       |
| 국립 | 경북대학교       | 교육학과       | 중등학교 정교사(2급) 교육학 | 대구 |                                                         |
| 국립 | 경상대학교       | 교육학과       | 중등학교 정교사(2급) 교육학 | 경남 |                                                         |
| 국립 | 공주대학교       | 교육학과       | 중등학교 정교사(2급) 교육학 | 충남 |                                                         |
| 국립 | 목포대학교       | 교육학과       | 중등학교 정교사(2급) 교육학 | 전남 |                                                         |
| 국립 | 부산대학교       | 교육학과       | 중등학교 정교사(2급) 교육학 | 부산 |                                                         |
| 국립 | 서울대학교       | 교육학과       | 중등학교 정교사(2급) 교육학 | 서울 |                                                         |
| 국립 | 안동대학교       | 교육공학과     | 중등학교 정교사(2급) 교육학 | 경북 |                                                         |
| 국립 | 전남대학교       | 교육학과       | 중등학교 정교사(2급) 교육학 | 광주 |                                                         |
| 국립 | 전북대학교       | 교육학과       | 중등학교 정교사(2급) 교육학 | 전북 |                                                         |
| 국립 | 충남대학교       | 교육학과       | 중등학교 정교사(2급) 교육학 | 대전 |                                                         |
| 국립 | 충북대학교       | 교육학과       | 중등학교 정교사(2급) 교육학 | 충북 |                                                         |
| 국립 | 한국교원대학교   | 교육학과       | 중등학교 정교사(2급) 교육학 | 충북 |                                                         |
| 사립 | 강남대학교       | 교육학과       | 중등학교 정교사(2급) 교육학 | 경기 |                                                         |
| 사립 | 건국대학교       | 교육공학과     | 중등학교 정교사(2급) 교육학 | 서울 |                                                         |
| 사립 | 경남대학교       | 교육학과       | 중등학교 정교사(2급) 교육학 | 경남 | 연계전공을 통해 중등학교 정교사(2급) 도덕·윤리 취득가능 |
| 사립 | 계명대학교       | 교육학과       | 중등학교 정교사(2급) 교육학 | 대구 |                                                         |
| 사립 | 고려대학교       | 교육학과       | 중등학교 정교사(2급) 교육학 | 서울 |                                                         |
| 사립 | 대구가톨릭대학교 | 교육과         | 중등학교 정교사(2급) 교육학 | 경북 |                                                         |
| 사립 | 동국대학교       | 교육학과       | 중등학교 정교사(2급) 교육학 | 서울 |                                                         |
| 사립 | 상명대학교       | 교육학과       | 중등학교 정교사(2급) 교육학 | 서울 |                                                         |
| 사립 | 서원대학교       | 교육학과       | 중등학교 정교사(2급) 교육학 | 충북 |                                                         |
| 사립 | 성균관대학교     | 교육학과       | 중등학교 정교사(2급) 교육학 | 서울 |                                                         |
| 사립 | 성신여자대학교   | 교육학과       | 중등학교 정교사(2급) 교육학 | 서울 |                                                         |
| 사립 | 신라대학교       | 교육학과       | 중등학교 정교사(2급) 교육학 | 부산 |                                                         |
| 사립 | 영남대학교       | 교육학과       | 중등학교 정교사(2급) 교육학 | 경북 |                                                         |
| 사립 | 원광대학교       | 교육학과       | 중등학교 정교사(2급) 교육학 | 전북 |                                                         |
| 사립 | 이화여자대학교   | 교육공학과     | 중등학교 정교사(2급) 교육학 | 서울 |                                                         |
| 사립 | 이화여자대학교   | 교육학과       | 중등학교 정교사(2급) 교육학 | 서울 |                                                         |
| 사립 | 인하대학교       | 교육학과       | 중등학교 정교사(2급) 교육학 | 인천 |                                                         |
| 사립 | 조선대학교       | 교육학과       | 중등학교 정교사(2급) 교육학 | 광주 |                                                         |
| 사립 | 중앙대학교       | 교육학과       | 중등학교 정교사(2급) 교육학 | 서울 |                                                         |
| 사립 | 한남대학교       | 교육학과       | 중등학교 정교사(2급) 교육학 | 대전 |                                                         |
| 사립 | 한양대학교       | 교육공학과     | 중등학교 정교사(2급) 교육학 | 서울 |                                                         |
| 사립 | 한양대학교       | 교육학과       | 중등학교 정교사(2급) 교육학 | 서울 |                                                         |
| 사립 | 홍익대학교       | 교육학과       | 중등학교 정교사(2급) 교육학 | 서울 |                                                         |

국어
| 설립 | 대학명           | 학과 및 전공명 | 자격종별 및 표시과목      | 위치 | 비고              |
| ---- | ---------------- | -------------- | ------------------------- | ---- | ----------------- |
| 국립 | 강원대학교       | 국어교육과     | 중등학교 정교사(2급) 국어 | 강원 | 춘천캠퍼스에 위치 |
| 국립 | 경북대학교       | 국어교육과     | 중등학교 정교사(2급) 국어 | 대구 |                   |
| 국립 | 경상대학교       | 국어교육과     | 중등학교 정교사(2급) 국어 | 경남 |                   |
| 국립 | 공주대학교       | 국어교육과     | 중등학교 정교사(2급) 국어 | 충남 |                   |
| 국립 | 부산대학교       | 국어교육과     | 중등학교 정교사(2급) 국어 | 부산 |                   |
| 국립 | 서울대학교       | 국어교육과     | 중등학교 정교사(2급) 국어 | 서울 |                   |
| 국립 | 순천대학교       | 국어교육과     | 중등학교 정교사(2급) 국어 | 전남 |                   |
| 국립 | 안동대학교       | 국어교육과     | 중등학교 정교사(2급) 국어 | 경북 |                   |
| 국립 | 인천대학교       | 국어교육과     | 중등학교 정교사(2급) 국어 | 인천 |                   |
| 국립 | 전남대학교       | 국어교육과     | 중등학교 정교사(2급) 국어 | 광주 |                   |
| 국립 | 전북대학교       | 국어교육과     | 중등학교 정교사(2급) 국어 | 전북 |                   |
| 국립 | 제주대학교       | 국어교육과     | 중등학교 정교사(2급) 국어 | 제주 |                   |
| 국립 | 충남대학교       | 국어교육과     | 중등학교 정교사(2급) 국어 | 대전 |                   |
| 국립 | 충북대학교       | 국어교육과     | 중등학교 정교사(2급) 국어 | 충북 |                   |
| 국립 | 한국교원대학교   | 국어교육과     | 중등학교 정교사(2급) 국어 | 충북 |                   |
| 사립 | 가톨릭관동대학교 | 국어교육과     | 중등학교 정교사(2급) 국어 | 강원 |                   |
| 사립 | 경남대학교       | 국어교육과     | 중등학교 정교사(2급) 국어 | 경남 |                   |
| 사립 | 계명대학교       | 국어교육과     | 중등학교 정교사(2급) 국어 | 대구 |                   |
| 사립 | 고려대학교       | 국어교육과     | 중등학교 정교사(2급) 국어 | 서울 |                   |
| 사립 | 대구가톨릭대학교 | 국어교육과     | 중등학교 정교사(2급) 국어 | 경북 |                   |
| 사립 | 대구대학교       | 국어교육과     | 중등학교 정교사(2급) 국어 | 경북 |                   |
| 사립 | 동국대학교       | 국어교육과     | 중등학교 정교사(2급) 국어 | 서울 |                   |
| 사립 | 목원대학교       | 국어교육과     | 중등학교 정교사(2급) 국어 | 대전 |                   |
| 사립 | 상명대학교       | 국어교육과     | 중등학교 정교사(2급) 국어 | 서울 |                   |
| 사립 | 서원대학교       | 국어교육과     | 중등학교 정교사(2급) 국어 | 충북 |                   |
| 사립 | 신라대학교       | 국어겨육과     | 중등학교 정교사(2급) 국어 | 부산 |                   |
| 사립 | 영남대학교       | 국어교육과     | 중등학교 정교사(2급) 국어 | 경북 |                   |
| 사립 | 우석대학교       | 국어교육과     | 중등학교 정교사(2급) 국어 | 전북 |                   |
| 사립 | 원광대학교       | 국어교육과     | 중등학교 정교사(2급) 국어 | 전북 |                   |
| 사립 | 이화여자대학교   | 국어교육과     | 중등학교 정교사(2급) 국어 | 서울 |                   |
| 사립 | 인하대학교       | 국어교육과     | 중등학교 정교사(2급) 국어 | 인천 |                   |
| 사립 | 전주대학교       | 국어교육과     | 중등학교 정교사(2급) 국어 | 전북 |                   |
| 사립 | 조선대학교       | 국어교육과     | 중등학교 정교사(2급) 국어 | 광주 |                   |
| 사립 | 청주대학교       | 국어교육과     | 중등학교 정교사(2급) 국어 | 충북 |                   |
| 사립 | 한남대학교       | 국어교육과     | 중등학교 정교사(2급) 국어 | 대전 |                   |
| 사립 | 한국외국어대학교 | 한국어교육과   | 중등학교 정교사(2급) 국어 | 서울 |                   |
| 사립 | 한양대학교       | 국어교육과     | 중등학교 정교사(2급) 국어 | 서울 |                   |
| 사립 | 홍익대학교       | 국어교육과     | 중등학교 정교사(2급) 국어 | 서울 |                   |

사회
통합
| 설립 | 대학명         | 학과 및 전공명 | 자격종별 및 표시과목                                                                                            | 위치 | 비고 |
| ---- | -------------- | -------------- | --- | ---- | ---- |
| 국립 | 순천대학교     | 사회교육과     | 중등학교 정교사(2급) 공통사회 중등학교 정교사(2급) 일반사회                                                     | 전남 |      |
| 사립 | 성신여자대학교 | 사회교육과     | 중등학교 정교사(2급) 공통사회 중등학교 정교사(2급) 일반사회                                                     | 서울 |      |
| 사립 | 이화여자대학교 | 사회과교육과   | 중등학교 정교사(2급) 공통사회 중등학교 정교사(2급) 역사 중등학교 정교사(2급) 일반사회 중등학교 정교사(2급) 지리 | 서울 |      |

역사
| 설립 | 대학명           | 학과 및 전공명 | 자격종별 및 표시과목      | 위치 | 비고              |
| ---- | ---------------- | -------------- | ------------------------- | ---- | ----------------- |
| 국립 | 강원대학교       | 역사교육과     | 중등학교 정교사(2급) 역사 | 강원 | 춘천캠퍼스에 위치 |
| 국립 | 경북대학교       | 역사교육과     | 중등학교 정교사(2급) 역사 | 대구 |                   |
| 국립 | 경상대학교       | 역사교육과     | 중등학교 정교사(2급) 역사 | 경남 |                   |
| 국립 | 공주대학교       | 역사교육과     | 중등학교 정교사(2급) 역사 | 충남 |                   |
| 국립 | 부산대학교       | 역사교육과     | 중등학교 정교사(2급) 역사 | 부산 |                   |
| 국립 | 서울대학교       | 역사교육과     | 중등학교 정교사(2급) 역사 | 서울 |                   |
| 국립 | 인천대학교       | 역사교육과     | 중등학교 정교사(2급) 역사 | 인천 |                   |
| 국립 | 전남대학교       | 역사교육과     | 중등학교 정교사(2급) 역사 | 광주 |                   |
| 국립 | 전북대학교       | 역사교육과     | 중등학교 정교사(2급) 역사 | 전북 |                   |
| 국립 | 충북대학교       | 역사교육과     | 중등학교 정교사(2급) 역사 | 충북 |                   |
| 국립 | 한국교원대학교   | 역사교육과     | 중등학교 정교사(2급) 역사 | 충북 |                   |
| 사립 | 가톨릭관동대학교 | 역사교육과     | 중등학교 정교사(2급) 역사 | 강원 |                   |
| 사립 | 고려대학교       | 역사교육과     | 중등학교 정교사(2급) 역사 | 서울 |                   |
| 사립 | 대구가톨릭대학교 | 역사교육과     | 중등학교 정교사(2급) 역사 | 경북 |                   |
| 사립 | 대구대학교       | 역사교육과     | 중등학교 정교사(2급) 역사 | 경북 |                   |
| 사립 | 동국대학교       | 역사교육과     | 중등학교 정교사(2급) 역사 | 서울 |                   |
| 사립 | 서원대학교       | 역사교육과     | 중등학교 정교사(2급) 역사 | 충북 |                   |
| 사립 | 신라대학교       | 역사교육과     | 중등학교 정교사(2급) 역사 | 부산 |                   |
| 사립 | 원광대학교       | 역사교육과     | 중등학교 정교사(2급) 역사 | 전북 |                   |
| 사립 | 한남대학교       | 역사교육과     | 중등학교 정교사(2급) 역사 | 대전 |                   |
| 사립 | 홍익대학교       | 역사교육과     | 중등학교 정교사(2급) 역사 | 서울 |                   |

윤리
| 설립 | 대학명         | 학과 및 전공명 | 자격종별 및 표시과목           | 위치 | 비고              |
| ---- | -------------- | -------------- | ------------------------------ | ---- | ----------------- |
| 국립 | 강원대학교     | 윤리교육과     | 중등학교 정교사(2급) 도덕·윤리 | 강원 | 춘천캠퍼스에 위치 |
| 국립 | 경북대학교     | 윤리교육과     | 중등학교 정교사(2급) 도덕·윤리 | 대구 |                   |
| 국립 | 경상대학교     | 윤리교육과     | 중등학교 정교사(2급) 도덕·윤리 | 경남 |                   |
| 국립 | 공주대학교     | 윤리교육과     | 중등학교 정교사(2급) 도덕·윤리 | 충남 |                   |
| 국립 | 목포대학교     | 윤리교육과     | 중등학교 정교사(2급) 도덕·윤리 | 전남 |                   |
| 국립 | 부산대학교     | 윤리교육과     | 중등학교 정교사(2급) 도덕·윤리 | 부산 |                   |
| 국립 | 서울대학교     | 윤리교육과     | 중등학교 정교사(2급) 도덕·윤리 | 서울 |                   |
| 국립 | 안동대학교     | 윤리교육과     | 중등학교 정교사(2급) 도덕·윤리 | 경북 |                   |
| 국립 | 인천대학교     | 윤리교육과     | 중등학교 정교사(2급) 도덕·윤리 | 인천 |                   |
| 국립 | 전남대학교     | 윤리교육과     | 중등학교 정교사(2급) 도덕·윤리 | 광주 |                   |
| 국립 | 전북대학교     | 윤리교육과     | 중등학교 정교사(2급) 도덕·윤리 | 전북 |                   |
| 국립 | 제주대학교     | 윤리교육과     | 중등학교 정교사(2급) 도덕·윤리 | 제주 |                   |
| 국립 | 충북대학교     | 윤리교육과     | 중등학교 정교사(2급) 도덕·윤리 | 충북 |                   |
| 국립 | 한국교원대학교 | 윤리교육과     | 중등학교 정교사(2급) 도덕·윤리 | 충북 |                   |
| 사립 | 서원대학교     | 윤리교육과     | 중등학교 정교사(2급) 도덕·윤리 | 충북 |                   |
| 사립 | 성신여자대학교 | 윤리교육과     | 중등학교 정교사(2급) 도덕·윤리 | 서울 |                   |

지리
| 설립 | 대학명           | 학과 및 전공명 | 자격종별 및 표시과목      | 위치 | 비고              |
| ---- | ---------------- | -------------- | ------------------------- | ---- | ----------------- |
| 국립 | 강원대학교       | 지리교육과     | 중등학교 정교사(2급) 지리 | 강원 | 춘천캠퍼스에 위치 |
| 국립 | 경북대학교       | 지리교육과     | 중등학교 정교사(2급) 지리 | 대구 |                   |
| 국립 | 경상대학교       | 지리교육과     | 중등학교 정교사(2급) 지리 | 경남 |                   |
| 국립 | 공주대학교       | 지리교육과     | 중등학교 정교사(2급) 지리 | 충남 |                   |
| 국립 | 부산대학교       | 지리교육과     | 중등학교 정교사(2급) 지리 | 부산 |                   |
| 국립 | 서울대학교       | 지리교육과     | 중등학교 정교사(2급) 지리 | 서울 |                   |
| 국립 | 전남대학교       | 지리교육과     | 중등학교 정교사(2급) 지리 | 광주 |                   |
| 국립 | 전북대학교       | 지리교육과     | 중등학교 정교사(2급) 지리 | 전북 |                   |
| 국립 | 제주대학교       | 지리교육과     | 중등학교 정교사(2급) 지리 | 제주 |                   |
| 국립 | 충북대학교       | 지리교육과     | 중등학교 정교사(2급) 지리 | 충북 |                   |
| 국립 | 한국교원대학교   | 지리교육과     | 중등학교 정교사(2급) 지리 | 충북 |                   |
| 사립 | 고려대학교       | 지리교육과     | 중등학교 정교사(2급) 지리 | 서울 |                   |
| 사립 | 가톨릭관동대학교 | 지리교육과     | 중등학교 정교사(2급) 지리 | 강원 |                   |
| 사립 | 대구가톨릭대학교 | 지리교육과     | 중등학교 정교사(2급) 지리 | 경북 |                   |
| 사립 | 대구대학교       | 지리교육과     | 중등학교 정교사(2급) 지리 | 경북 |                   |
| 사립 | 동국대학교       | 지리교육과     | 중등학교 정교사(2급) 지리 | 서울 |                   |

일반사회
| 설립 | 대학명         | 학과 및 전공명   | 자격종별 및 표시과목          | 위치 | 비고              |
| ---- | -------------- | ---------------- | ----------------------------- | ---- | ----------------- |
| 국립 | 강원대학교     | 일반사회교육과   | 중등학교 정교사(2급) 일반사회 | 강원 | 춘천캠퍼스에 위치 |
| 국립 | 경북대학교     | 일반사회교육과   | 중등학교 정교사(2급) 일반사회 | 대구 |                   |
| 국립 | 경상대학교     | 일반사회교육과   | 중등학교 정교사(2급) 일반사회 | 경남 |                   |
| 국립 | 공주대학교     | 일반사회교육과   | 중등학교 정교사(2급) 일반사회 | 충남 |                   |
| 국립 | 부산대학교     | 일반사회교육과   | 중등학교 정교사(2급) 일반사회 | 부산 |                   |
| 국립 | 서울대학교     | 사회교육과       | 중등학교 정교사(2급) 일반사회 | 서울 |                   |
| 국립 | 전북대학교     | 일반사회교육과   | 중등학교 정교사(2급) 일반사회 | 전북 |                   |
| 국립 | 제주대학교     | 일반사회교육전공 | 중등학교 정교사(2급) 일반사회 | 제주 |                   |
| 국립 | 충북대학교     | 사회교육과       | 중등학교 정교사(2급) 일반사회 | 충북 |                   |
| 국립 | 한국교원대학교 | 일반사회교육과   | 중등학교 정교사(2급) 일반사회 | 충북 |                   |
| 사립 | 대구대학교     | 일반사회교육과   | 중등학교 정교사(2급) 일반사회 | 경북 |                   |
| 사립 | 서원대학교     | 사회교육과       | 중등학교 정교사(2급) 일반사회 | 충북 |                   |
| 사립 | 인하대학교     | 사회교육과       | 중등학교 정교사(2급) 일반사회 | 인천 |                   |

수학
| 설립 | 대학명           | 학과 및 전공명 | 자격종별 및 표시과목      | 위치 | 비고              |
| ---- | ---------------- | -------------- | ------------------------- | ---- | ----------------- |
| 국립 | 강원대학교       | 수학교육과     | 중등학교 정교사(2급) 수학 | 강원 | 춘천캠퍼스에 위치 |
| 국립 | 경북대학교       | 수학교육과     | 중등학교 정교사(2급) 수학 | 대구 |                   |
| 국립 | 경상대학교       | 수학교육과     | 중등학교 정교사(2급) 수학 | 경남 |                   |
| 국립 | 공주대학교       | 수학교육과     | 중등학교 정교사(2급) 수학 | 충남 |                   |
| 국립 | 목포대학교       | 수학교육과     | 중등학교 정교사(2급) 수학 | 전남 |                   |
| 국립 | 부산대학교       | 수학교육과     | 중등학교 정교사(2급) 수학 | 부산 |                   |
| 국립 | 서울대학교       | 수학교육과     | 중등학교 정교사(2급) 수학 | 서울 |                   |
| 국립 | 순천대학교       | 수학교육과     | 중등학교 정교사(2급) 수학 | 전남 |                   |
| 국립 | 안동대학교       | 수학교육과     | 중등학교 정교사(2급) 수학 | 경북 |                   |
| 국립 | 인천대학교       | 수학교육과     | 중등학교 정교사(2급) 수학 | 인천 |                   |
| 국립 | 전남대학교       | 수학교육과     | 중등학교 정교사(2급) 수학 | 광주 |                   |
| 국립 | 전북대학교       | 수학교육과     | 중등학교 정교사(2급) 수학 | 전북 |                   |
| 국립 | 제주대학교       | 수학교육과     | 중등학교 정교사(2급) 수학 | 제주 |                   |
| 국립 | 충남대학교       | 수학교육과     | 중등학교 정교사(2급) 수학 | 대전 |                   |
| 국립 | 충북대학교       | 수학교육과     | 중등학교 정교사(2급) 수학 | 충북 |                   |
| 국립 | 한국교원대학교   | 수학교육과     | 중등학교 정교사(2급) 수학 | 충북 |                   |
| 사립 | 가톨릭관동대학교 | 수학교육과     | 중등학교 정교사(2급) 수학 | 강원 |                   |
| 사립 | 건국대학교       | 수학교육과     | 중등학교 정교사(2급) 수학 | 서울 |                   |
| 사립 | 경남대학교       | 수학교육과     | 중등학교 정교사(2급) 수학 | 경남 |                   |
| 사립 | 고려대학교       | 수학교육과     | 중등학교 정교사(2급) 수학 | 서울 |                   |
| 사립 | 단국대학교       | 수학교육과     | 중등학교 정교사(2급) 수학 | 경기 | 죽전캠퍼스에 위치 |
| 사립 | 대구가톨릭대학교 | 수학교육과     | 중등학교 정교사(2급) 수학 | 경북 |                   |
| 사립 | 대구대학교       | 수학교육과     | 중등학교 정교사(2급) 수학 | 경북 |                   |
| 사립 | 동국대학교       | 수학교육과     | 중등학교 정교사(2급) 수학 | 서울 |                   |
| 사립 | 목원대학교       | 수학교육과     | 중등학교 정교사(2급) 수학 | 대전 |                   |
| 사립 | 상명대학교       | 수학교육과     | 중등학교 정교사(2급) 수학 | 서울 |                   |
| 사립 | 서원대학교       | 수학교육과     | 중등학교 정교사(2급) 수학 | 충북 |                   |
| 사립 | 성균관대학교     | 수학교육과     | 중등학교 정교사(2급) 수학 | 서울 |                   |
| 사립 | 신라대학교       | 수학교육과     | 중등학교 정교사(2급) 수학 | 부산 |                   |
| 사립 | 영남대학교       | 수학교육과     | 중등학교 정교사(2급) 수학 | 경북 |                   |
| 사립 | 우석대학교       | 수학교육과     | 중등학교 정교사(2급) 수학 | 전북 |                   |
| 사립 | 원광대학교       | 수학교육과     | 중등학교 정교사(2급) 수학 | 전북 |                   |
| 사립 | 이화여자대학교   | 수학교육과     | 중등학교 정교사(2급) 수학 | 서울 |                   |
| 사립 | 인하대학교       | 수학교육과     | 중등학교 정교사(2급) 수학 | 인천 |                   |
| 사립 | 전주대학교       | 수학교육과     | 중등학교 정교사(2급) 수학 | 전북 |                   |
| 사립 | 조선대학교       | 수학교육과     | 중등학교 정교사(2급) 수학 | 광주 |                   |
| 사립 | 청주대학교       | 수학교육과     | 중등학교 정교사(2급) 수학 | 충북 |                   |
| 사립 | 한남대학교       | 수학교육과     | 중등학교 정교사(2급) 수학 | 대전 |                   |
| 사립 | 한양대학교       | 수학교육과     | 중등학교 정교사(2급) 수학 | 서울 |                   |
| 사립 | 홍익대학교       | 수학교육과     | 중등학교 정교사(2급) 수학 | 서울 |                   |

과학
통합
| 설립 | 대학명         | 학과 및 전공명 | 자격종별 및 표시과목 | 위치 | 비고              |
| ---- | -------------- | -------------- | --- | ---- | ----------------- |
| 국립 | 강원대학교     | 과학교육학부   | 중등학교 정교사(2급) 물리 중등학교 정교사(2급) 화학 중등학교 정교사(2급) 생물 중등학교 정교사(2급) 지구과학                               | 강원 | 춘천캠퍼스에 위치 |
| 사립 | 단국대학교     | 과학교육과     | 중등학교 정교사(2급) 물리 중등학교 정교사(2급) 생물                                                                                       | 경기 | 죽전캠퍼스에 위치 |
| 사립 | 이화여자대학교 | 과학교육과     | 중등학교 정교사(2급) 공통과학 중등학교 정교사(2급) 물리 중등학교 정교사(2급) 화학 중등학교 정교사(2급) 생물 중등학교 정교사(2급) 지구과학 | 서울 |                   |
| 사립 | 전주대학교     | 과학교육과     | 중등학교 정교사(2급) 물리 중등학교 정교사(2급) 화학                                                                                       | 전북 |                   |

물리
| 설립 | 대학명         | 학과 및 전공명 | 자격종별 및 표시과목      | 위치 | 비고 |
| ---- | -------------- | -------------- | ------------------------- | ---- | ---- |
| 국립 | 경북대학교     | 물리교육과     | 중등학교 정교사(2급) 물리 | 대구 |      |
| 국립 | 경상대학교     | 물리교육과     | 중등학교 정교사(2급) 물리 | 경남 |      |
| 국립 | 공주대학교     | 물리교육과     | 중등학교 정교사(2급) 물리 | 충남 |      |
| 국립 | 부산대학교     | 물리교육과     | 중등학교 정교사(2급) 물리 | 부산 |      |
| 국립 | 서울대학교     | 물리교육과     | 중등학교 정교사(2급) 물리 | 서울 |      |
| 국립 | 순천대학교     | 물리교육과     | 중등학교 정교사(2급) 물리 | 전남 |      |
| 국립 | 전남대학교     | 물리교육과     | 중등학교 정교사(2급) 물리 | 광주 |      |
| 국립 | 전북대학교     | 물리교육전공   | 중등학교 정교사(2급) 물리 | 전북 |      |
| 국립 | 제주대학교     | 물리교육전공   | 중등학교 정교사(2급) 물리 | 제주 |      |
| 국립 | 충북대학교     | 물리교육과     | 중등학교 정교사(2급) 물리 | 충북 |      |
| 국립 | 한국교원대학교 | 물리교육과     | 중등학교 정교사(2급) 물리 | 충북 |      |
| 사립 | 대구대학교     | 물리교육전공   | 중등학교 정교사(2급) 물리 | 경북 |      |
| 사립 | 조선대학교     | 물리교육전공   | 중등학교 정교사(2급) 물리 | 광주 |      |

화학
| 설립 | 대학명         | 학과 및 전공명 | 자격종별 및 표시과목      | 위치 | 비고 |
| ---- | -------------- | -------------- | ------------------------- | ---- | ---- |
| 국립 | 경북대학교     | 화학교육과     | 중등학교 정교사(2급) 화학 | 대구 |      |
| 국립 | 경상대학교     | 화학교육과     | 중등학교 정교사(2급) 화학 | 경남 |      |
| 국립 | 공주대학교     | 화학교육과     | 중등학교 정교사(2급) 화학 | 충남 |      |
| 국립 | 부산대학교     | 화학교육과     | 중등학교 정교사(2급) 화학 | 부산 |      |
| 국립 | 서울대학교     | 화학교육과     | 중등학교 정교사(2급) 화학 | 서울 |      |
| 국립 | 순천대학교     | 화학교육과     | 중등학교 정교사(2급) 화학 | 전남 |      |
| 국립 | 전남대학교     | 화학교육과     | 중등학교 정교사(2급) 화학 | 광주 |      |
| 국립 | 전북대학교     | 화학교육전공   | 중등학교 정교사(2급) 화학 | 전북 |      |
| 국립 | 충북대학교     | 화학교육과     | 중등학교 정교사(2급) 화학 | 충북 |      |
| 국립 | 한국교원대학교 | 화학교육과     | 중등학교 정교사(2급) 화학 | 충북 |      |
| 사립 | 대구대학교     | 화학교육전공   | 중등학교 정교사(2급) 화학 | 경북 |      |
| 사립 | 조선대학교     | 화학교육전공   | 중등학교 정교사(2급) 화학 | 광주 |      |

생명과학
| 설립 | 대학명         | 학과 및 전공명 | 자격종별 및 표시과목      | 위치 | 비고 |
| ---- | -------------- | -------------- | ------------------------- | ---- | ---- |
| 국립 | 경북대학교     | 생물교육과     | 중등학교 정교사(2급) 생물 | 대구 |      |
| 국립 | 경상대학교     | 생물교육과     | 중등학교 정교사(2급) 생물 | 경남 |      |
| 국립 | 공주대학교     | 생물교육과     | 중등학교 정교사(2급) 생물 | 충남 |      |
| 국립 | 부산대학교     | 생물교육과     | 중등학교 정교사(2급) 생물 | 부산 |      |
| 국립 | 서울대학교     | 생물교육과     | 중등학교 정교사(2급) 생물 | 서울 |      |
| 국립 | 전남대학교     | 생물교육과     | 중등학교 정교사(2급) 생물 | 광주 |      |
| 국립 | 전북대학교     | 생물교육전공   | 중등학교 정교사(2급) 생물 | 전북 |      |
| 국립 | 제주대학교     | 생물교육전공   | 중등학교 정교사(2급) 생물 | 제주 |      |
| 국립 | 충북대학교     | 생물교육과     | 중등학교 정교사(2급) 생물 | 충북 |      |
| 국립 | 한국교원대학교 | 생물교육과     | 중등학교 정교사(2급) 생물 | 충북 |      |
| 사립 | 대구대학교     | 생물교육전공   | 중등학교 정교사(2급) 생물 | 경북 |      |
| 사립 | 서원대학교     | 생물교육과     | 중등학교 정교사(2급) 생물 | 충북 |      |
| 사립 | 조선대학교     | 생물교육전공   | 중등학교 정교사(2급) 생물 | 광주 |      |

지구과학
| 설립 | 대학명         | 학과 및 전공명   | 자격종별 및 표시과목          | 위치 | 비고 |
| ---- | -------------- | ---------------- | ----------------------------- | ---- | ---- |
| 국립 | 경북대학교     | 지구과학교육과   | 중등학교 정교사(2급) 지구과학 | 대구 |      |
| 국립 | 공주대학교     | 지구과학교육과   | 중등학교 정교사(2급) 지구과학 | 충남 |      |
| 국립 | 부산대학교     | 지구과학교육과   | 중등학교 정교사(2급) 지구과학 | 부산 |      |
| 국립 | 서울대학교     | 지구과학교육과   | 중등학교 정교사(2급) 지구과학 | 서울 |      |
| 국립 | 전남대학교     | 지구과학교육과   | 중등학교 정교사(2급) 지구과학 | 광주 |      |
| 국립 | 전북대학교     | 지구과학교육전공 | 중등학교 정교사(2급) 지구과학 | 전북 |      |
| 국립 | 충북대학교     | 지구과학교육과   | 중등학교 정교사(2급) 지구과학 | 충북 |      |
| 국립 | 한국교원대학교 | 지구과학교육과   | 중등학교 정교사(2급) 지구과학 | 충북 |      |
| 사립 | 대구대학교     | 지구과학교육전공 | 중등학교 정교사(2급) 지구과학 | 경북 |      |
| 사립 | 조선대학교     | 지구과학교육전공 | 중등학교 정교사(2급) 지구과학 | 광주 |      |

생활
통합
| 설립 | 대학명     | 학과 및 전공명  | 자격종별 및 표시과목           | 위치 | 비고 |
| ---- | ---------- | --------------- | ------------------------------ | ---- | ---- |
| 국립 | 공주대학교 | 기술·가정교육과 | 중등학교 정교사(2급) 기술·가정 | 충남 |      |

가정
| 설립 | 대학명           | 학과 및 전공명 | 자격종별 및 표시과목      | 위치 | 비고                                                    |
| ---- | ---------------- | -------------- | ------------------------- | ---- | ------------------------------------------------------- |
| 국립 | 강원대학교       | 가정교육과     | 중등학교 정교사(2급) 가정 | 강원 |                                                         |
| 국립 | 경북대학교       | 가정교육과     | 중등학교 정교사(2급) 가정 | 대구 |                                                         |
| 국립 | 전남대학교       | 가정교육과     | 중등학교 정교사(2급) 가정 | 광주 |                                                         |
| 국립 | 한국교원대학교   | 가정교육과     | 중등학교 정교사(2급) 가정 | 충북 |                                                         |
| 사립 | 가톨릭관동대학교 | 가정교육과     | 중등학교 정교사(2급) 가정 | 강원 |                                                         |
| 사립 | 경남대학교       | 가정교육과     | 중등학교 정교사(2급) 가정 | 경남 | 연계전공을 통한 중등학교 정교사(2급) 기술·가정 취득가능 |
| 사립 | 고려대학교       | 가정교육과     | 중등학교 정교사(2급) 가정 | 서울 |                                                         |
| 사립 | 동국대학교       | 가정교육과     | 중등학교 정교사(2급) 가정 | 서울 |                                                         |
| 사립 | 원광대학교       | 가정교육과     | 중등학교 정교사(2급) 가정 | 전북 |                                                         |
| 사립 | 전주대학교       | 가정교육과     | 중등학교 정교사(2급) 가정 | 전북 |                                                         |

기술
| 설립 | 대학명         | 학과 및 전공명 | 자격종별 및 표시과목      | 위치 | 비고 |
| ---- | -------------- | -------------- | ------------------------- | ---- | ---- |
| 국립 | 충남대학교     | 기술교육과     | 중등학교 정교사(2급) 기술 | 대전 |      |
| 국립 | 한국교원대학교 | 기술교육과     | 중등학교 정교사(2급) 기술 | 충북 |      |

농업
| 설립 | 대학명     | 학과 및 전공명 | 자격종별 및 표시과목      | 위치 | 비고 |
| ---- | ---------- | -------------- | ------------------------- | ---- | ---- |
| 국립 | 순천대학교 | 농업교육과     | 중등학교 정교사(2급) 농업 | 전남 |      |

상업정보
| 설립 | 대학명     | 학과 및 전공명 | 자격종별 및 표시과목          | 위치 | 비고 |
| ---- | ---------- | -------------- | ----------------------------- | ---- | ---- |
| 국립 | 공주대학교 | 상업정보교육과 | 중등학교 정교사(2급) 상업정보 | 충남 |      |